# 그레코로만형 레슬링
그레코로만형 레슬링(영어: Greco-Roman wrestling) 또는 고전형 레슬링(문화어: 고전형 레스링)은 전세계적으로 행해지는 있는 레슬링 형식 중 하나이다. 1896년 최초의 근대 올림픽에서 게임이 이루어졌으며 1904년부터 개최된 하계 올림픽 이래로 매번 종목에 포함되었다. 이 형식의 레슬링은 허리 아래를 잡는 것을 금지한다. 이것이 자유형 레슬링과의 주요 차이점이다.
세계 레슬링 연맹에 따르면, 그레코로만형 레슬링은 오늘날 국제적으로 행해지는 아마추어 경쟁 레슬링의 여섯 가지 주요 형식 중 하나이다. 다른 다섯가지 형식은 자유형 레슬링, 그래플링/서브미션 레슬링, 비치 레슬링, 판크라티온, 알리쉬/벨트 레슬링, 전통/포크 레슬링이다.

## 같이 보기
- 전통 레슬링